# Gauliga Moselland
De Gauliga Moselland was een voetbalcompetitie in nazi-Duitsland, opgericht in 1941 toen de Gauliga Mittelrhein om oorlogsredenen verder opgedeeld werd. In de Gauliga speelden clubs uit de gouw Moselland, waarin ook het bezette Groothertogdom Luxemburg was opgegaan.

## Erelijst
| Seizoen | Kampioen            | Vicekampioen         |
| ------- | ------------------- | -------------------- |
| 1941-42 | FV Stadt Düdelingen | Eintracht Kreuznach  |
| 1942-43 | TuS Neuendorf       | FK Niederkorn        |
| 1943-44 | TuS Neuendorf       | SV Schwarz-Weiß Esch |

## Eeuwige ranglijst
| Club                         | /3 | Seizoenen (1941-1944) |
| ---------------------------- | -- | --------------------- |
| SV Moselland 07 Luxemburg    | 3  | 1941-1944             |
| SV Düdelingen                | 3  | 1941-1944             |
| FV Stadt Düdelingen          | 3  | 1941-1944             |
| SV Schwarz-Weiß Esch         | 3  | 1941-1944             |
| TuS Neuendorf                | 3  | 1941-1944             |
| SG Einracht Bad Kreuznach    | 3  | 1941-1944             |
| FV Engers 07                 | 3  | 1941-1944             |
| SV Eintracht 06 Trier        | 2  | 1941-1943             |
| FK Niederkorn                | 2  | 1942-1944             |
| TuS Germania Mudersbach      | 2  | 1942-1944             |
| FC Viktoria 08 Neuwied       | 2  | 1941-1943             |
| SpVgg 1910 Andernach         | 2  | 1941-1943             |
| KSG Eintracht/Westmark Trier | 1  | 1943-1944             |
| SV Schwarz-Weiß Wasserbillig | 1  | 1943-1944             |
| SV Westmark 05 Trier         | 1  | 1941-1942             |
| VfB Lützel                   | 1  | 1941-1942             |
| Reichsbahn SG Betzdorf       | 1  | 1943-1944             |

1933/34 · 1934/35 · 1935/36 · 1936/37 · 1937/38 · 1938/39 · 1939/40 · 1940/41

Gauliga Köln-Aachen: 1941/42 · 1942/43 · 1943/44

Gauliga Moselland: 1941/42 · 1942/43 · 1943/44

Originele Gauliga's: Baden · Bayern · Berlin-Brandenburg · Hessen · Mitte · Mittelrhein · Niederrhein · Niedersachsen · Nordmark · Ostpreußen · Pommern · Sachsen · Schlesien · Südwest-Mainhessen · Westfalen · Württemberg

Gauliga's na 1939: Hamburg · Hessen-Nassau · Köln-Aachen · Kurhessen · Mecklenburg · Moselland · Niederschlesien · Oberschlesien · Osthannover · Schleswig-Holstein · Südhannover-Braunschweig · Weser-Ems · Westmark

Gauliga's in bezette gebieden: Böhmen und Mähren · Danzig-Westpreußen · Elsaß · Generalgouvernement · Sudetenland · Ostmark · Wartheland